# 비즈니스 투 매니
비즈니스-투-매니(business-to-many) 또는 B2M은 다른 사업체나 소비자들에게 제품이나 용역을 판매하는 비즈니스를 위한 마케팅 용어이다. B2B2C(비투비투시)라고도 한다. 다른 비즈니스와만 연계되는 B2B, 또 소비자나 제품의 최종 사용자 계약만 하는 소매 기업과는 달리 B2M 기업들은 이 둘을 모두 수행한다. 조직이 B2M 마케팅을 하기 때문에 이는 제품과 서비스의 대상이 모든 사람들을 향하지는 않는다는 것을 의미한다.
B2M, B2B, B2C는 일반적으로 전자상거래(제품과 서비스를 온라인으로 판매하는 행위)의 방식들을 기술할 때 사용하는 것이 보통이다. 그러나 이 용어들은 전자상거래의 여부에 관계 없이 한 조직이 만들어내는 모든 교환, 상호작용을 기술하기 위해 사용할 수 있다.